# Löllbach
Löllbach là một đô thị thuộc huyện Bad Kreuznach trong bang Rheinland-Pfalz, phía tây nước Đức. Đô thị Löllbach có diện tích 4,94 km², dân số thời điểm ngày 31 tháng 12 năm 2006 là 224 người.